# Campeonato Mundial de Triatlo
O Campeonato Mundial de Triatlo ou ITU World Triathlon Series é o campeonato máximo do triatlo. O evento é ealizado desde 1989, até 2009 era de um dia apenas, em 2009 se tornou um evento como 8 etapas, até consagrar um campeão mundial, com o encerramento na etapa Grand Final.

## Edições
| N.     | Ano  | Sede       | País           |
| ------ | ---- | ---------- | -------------- |
| I      | 1989 | Avignon    | França         |
| II     | 1990 | Orlando    | Estados Unidos |
| III    | 1991 | Gold Coast | Austrália      |
| IV     | 1992 | Huntsville | Canadá         |
| V      | 1993 | Manchester | Reino Unido    |
| VI     | 1994 | Wellington | Nova Zelândia  |
| VII    | 1995 | Cancún     | México         |
| VIII   | 1996 | Cleveland  | Estados Unidos |
| IX     | 1997 | Perth      | Austrália      |
| X      | 1998 | Lausana    | Suíça          |
| XI     | 1999 | Montreal   | Canadá         |
| XII    | 2000 | Perth      | Austrália      |
| XIII   | 2001 | Edmonton   | Canadá         |
| XIV    | 2002 | Cancún     | México         |
| XV     | 2003 | Queenstown | Nova Zelândia  |
| XVI    | 2004 | Funchal    | Portugal       |
| XVII   | 2005 | Gamagori   | Japão          |
| XVIII  | 2006 | Lausana    | Suíça          |
| XIX    | 2007 | Hamburgo   | Alemanha       |
| XX     | 2008 | Vancouver  | Canadá         |
| XXI*   | 2009 | Gold Coast | Austrália      |
| XXII*  | 2010 | Budapeste  | Hungria        |
| XXIII* | 2011 | Pequim     | China          |
| XXIV*  | 2012 | Auckland   | Nova Zelândia  |
| XXV*   | 2013 | Londres    | Reino Unido    |
| XXVI*  | 2014 | Edmonton   | Canadá         |
| XXVII* | 2015 | Chicago    | Estados Unidos |

## Campeões

### Masculino
| N.    | Ano  | Sede                          | Ouro                            | Prata                           | Bronze                          |
| ----- | ---- | ----------------------------- | ------------------------------- | ------------------------------- | ------------------------------- |
| I     | 1989 | Aviñón · ( França)            | Mark Allen · Estados Unidos     | Glenn Cook · Reino Unido        | Rick Wells · Nova Zelândia      |
| II    | 1990 | Orlando · ( Estados Unidos)   | Gregory Welch · Austrália       | Brad Beven · Austrália          | Stephen Foster · Austrália      |
| III   | 1991 | Gold Coast · ( Austrália)     | Miles Stewart · Austrália       | Rick Wells · Nova Zelândia      | Mike Pigg · Estados Unidos      |
| IV    | 1992 | Huntsville · ( Canadá)        | Simon Lessing · Reino Unido     | Rainer Müller-Hörner · Alemanha | Robert Barel · Países Baixos    |
| V     | 1993 | Mánchester · ( Reino Unido)   | Spencer Smith · Reino Unido     | Simon Lessing · Reino Unido     | Hamish Carter · Nova Zelândia   |
| VI    | 1994 | Wellington · ( Nova Zelândia) | Spencer Smith · Reino Unido     | Brad Beven · Austrália          | Ralf Eggert · Alemanha          |
| VII   | 1995 | Cancún · ( México)            | Simon Lessing · Reino Unido     | Brad Beven · Austrália          | Ralf Eggert · Alemanha          |
| VIII  | 1996 | Cleveland · ( Estados Unidos) | Simon Lessing · Reino Unido     | Luc Van Lierde · Bélgica        | Leandro de Macedo · Brasil      |
| IX    | 1997 | Perth · ( Austrália)          | Chris McCormack · Austrália     | Hamish Carter · Nova Zelândia   | Simon Lessing · Reino Unido     |
| X     | 1998 | Lausana · ( Suíça )           | Simon Lessing · Reino Unido     | Paul Amey · Reino Unido         | Miles Stewart · Austrália       |
| XI    | 1999 | Montreal · ( Canadá)          | Dmitri Gaag · Cazaquistão       | Simon Lessing · Reino Unido     | Miles Stewart · Austrália       |
| XII   | 2000 | Perth · ( Austrália)          | Olivier Marceau · França        | Peter Robertson · Austrália     | Craig Walton · Austrália        |
| XIII  | 2001 | Edmonton · ( Canadá)          | Peter Robertson · Austrália     | Chris Hill · Austrália          | Craig Watson · Nova Zelândia    |
| XIV   | 2002 | Cancún · ( México)            | Iván Raña · Espanha             | Peter Robertson · Austrália     | Andrew Johns · Reino Unido      |
| XV    | 2003 | Queenstown · ( Nova Zelândia) | Peter Robertson · Austrália     | Iván Raña · Espanha             | Olivier Marceau · Suíça         |
| XVI   | 2004 | Funchal · ( Portugal)         | Bevan Docherty · Nova Zelândia  | Iván Raña · Espanha             | Dmitri Gaag · Cazaquistão       |
| XVII  | 2005 | Gamagori · ( Japão)           | Peter Robertson · Austrália     | Reto Hug · Suíça                | Brad Kahlefeldt · Austrália     |
| XVIII | 2006 | Lausana · ( Suíça )           | Timothy Don · Reino Unido       | Hamish Carter · Nova Zelândia   | Frédéric Belaubre · França      |
| XIX   | 2007 | Hamburgo · ( Alemanha)        | Daniel Unger · Alemanha         | Javier Gómez Noya · Espanha     | Brad Kahlefeldt · Austrália     |
| XX    | 2008 | Vancouver · ( Canadá)         | Javier Gómez Noya · Espanha     | Bevan Docherty · Nova Zelândia  | Reto Hug · Suíça                |
| XXI   | 2009 | Gold Coast · ( Austrália)     | Alistair Brownlee · Reino Unido | Javier Gómez Noya · Espanha     | Maik Petzold · Alemanha         |
| XXII  | 2010 | Budapest · ( Hungria)         | Javier Gómez Noya · Espanha     | Steffen Justus · Alemanha       | Brad Kahlefeldt · Austrália     |
| XXIII | 2011 | Pekín · ( China)              | Alistair Brownlee · Reino Unido | Jonathan Brownlee · Reino Unido | Javier Gómez Noya · Espanha     |
| XXIV  | 2012 | Auckland · ( Nova Zelândia)   | Jonathan Brownlee · Reino Unido | Javier Gómez Noya · Espanha     | Dmitri Polianski · Rússia       |
| XXV   | 2013 | Londres · ( Reino Unido)      | Javier Gómez Noya · Espanha     | Jonathan Brownlee · Reino Unido | Mario Mola Díaz · Espanha       |
| XXVI  | 2014 | Edmonton · ( Canadá)          | Javier Gómez Noya · Espanha     | Mario Mola Díaz · Espanha       | Jonathan Brownlee · Reino Unido |

### Feminino
| N.    | Ano  | Sede                          | Ouro                             | Prata                              | Bronze                            |
| ----- | ---- | ----------------------------- | -------------------------------- | ---------------------------------- | --------------------------------- |
| I     | 1989 | Aviñón · ( França)            | Erin Baker · Nova Zelândia       | Jan Ripple · Estados Unidos        | Laurie Samuelson · Estados Unidos |
| II    | 1990 | Orlando · ( Estados Unidos)   | Karen Smyers · Estados Unidos    | Carol Montgomery · Canadá          | Joy Hansen · Estados Unidos       |
| III   | 1991 | Gold Coast · ( Austrália)     | Joanne Ritchie · Canadá          | Terri Smith · Canadá               | Michellie Jones · Austrália       |
| IV    | 1992 | Huntsville · ( Canadá)        | Michellie Jones · Austrália      | Joanne Ritchie · Canadá            | Melissa Mantak · Estados Unidos   |
| V     | 1993 | Mánchester · ( Reino Unido)   | Michellie Jones · Austrália      | Karen Smyers · Estados Unidos      | Joanne Ritchie · Canadá           |
| VI    | 1994 | Wellington · ( Nova Zelândia) | Emma Carney · Austrália          | Anette Pedersen · Dinamarca        | Sarah Harrow · Nova Zelândia      |
| VII   | 1995 | Cancún · ( México)            | Karen Smyers · Estados Unidos    | Jackie Gallagher · Austrália       | Joy Leutner · Estados Unidos      |
| VIII  | 1996 | Cleveland · ( Estados Unidos) | Jackie Gallagher · Austrália     | Emma Carney · Austrália            | Carol Montgomery · Canadá         |
| IX    | 1997 | Perth · ( Austrália)          | Emma Carney · Austrália          | Jackie Gallagher · Austrália       | Michellie Jones · Austrália       |
| X     | 1998 | Lausana · ( Suíça )           | Joanne King · Austrália          | Michellie Jones · Austrália        | Evelyn Williamson · Nova Zelândia |
| XI    | 1999 | Montreal · ( Canadá)          | Loretta Harrop · Austrália       | Jackie Gallagher · Austrália       | Emma Carney · Austrália           |
| XII   | 2000 | Perth · ( Austrália)          | Nicole Hackett · Austrália       | Carol Montgomery · Canadá          | Michellie Jones · Austrália       |
| XIII  | 2001 | Edmonton · ( Canadá)          | Siri Lindley · Estados Unidos    | Michellie Jones · Austrália        | Joanna Zeiger · Estados Unidos    |
| XIV   | 2002 | Cancún · ( México)            | Leanda Cave · Reino Unido        | Barbara Lindquist · Estados Unidos | Michelle Dillon · Reino Unido     |
| XV    | 2003 | Queenstown · ( Nova Zelândia) | Emma Snowsill · Austrália        | Laura Reback · Estados Unidos      | Michellie Jones · Austrália       |
| XVI   | 2004 | Funchal · ( Portugal)         | Sheila Taormina · Estados Unidos | Loretta Harrop · Austrália         | Laura Reback · Estados Unidos     |
| XVII  | 2005 | Gamagori · ( Japão)           | Emma Snowsill · Austrália        | Annabel Luxford · Austrália        | Laura Bennett · Estados Unidos    |
| XVIII | 2006 | Lausana · ( Suíça )           | Emma Snowsill · Austrália        | Vanessa Fernandes · Portugal       | Felicity Abram · Austrália        |
| XIX   | 2007 | Hamburgo · ( Alemanha)        | Vanessa Fernandes · Portugal     | Emma Snowsill · Austrália          | Laura Bennett · Estados Unidos    |
| XX    | 2008 | Vancouver · ( Canadá)         | Helen Tucker · Reino Unido       | Sarah Haskins · Estados Unidos     | Samantha Warriner · Nova Zelândia |
| XXI   | 2009 | Gold Coast · ( Austrália)     | Emma Moffatt · Austrália         | Lisa Nordén · Suécia               | Andrea Hewitt · Nova Zelândia     |
| XXII  | 2010 | Budapest · ( Hungria)         | Emma Moffatt · Austrália         | Nicola Spirig · Suíça              | Lisa Nordén · Suécia              |
| XXIII | 2011 | Pekín · ( China)              | Helen Jenkins · Reino Unido      | Andrea Hewitt · Nova Zelândia      | Sarah Groff · Estados Unidos      |
| XXIV  | 2012 | Auckland · ( Nova Zelândia)   | Lisa Nordén · Suécia             | Anne Haug · Alemanha               | Andrea Hewitt · Nova Zelândia     |
| XXV   | 2013 | Londres · ( Reino Unido)      | Non Stanford · Reino Unido       | Jodie Stimpson · Reino Unido       | Anne Haug · Alemanha              |
| XXVI  | 2014 | Edmonton · ( Canadá)          | Gwen Jorgensen · Estados Unidos  | Sarah Groff · Estados Unidos       | Andrea Hewitt · Nova Zelândia     |

## Quadro de Medelhas
- Atualizado até Edmonton 2014

| 1  | Austrália      | 19 | 15 | 13 | 47  |
| 2  | Reino Unido    | 14 | 7  | 5  | 26  |
| 3  | Estados Unidos | 6  | 6  | 10 | 22  |
| 4  | Espanha        | 5  | 6  | 2  | 13  |
| 5  | Nova Zelândia  | 2  | 5  | 8  | 15  |
| 6  | Canadá         | 1  | 4  | 2  | 7   |
| 7  | Alemanha       | 1  | 3  | 4  | 8   |
| 8  | Suécia         | 1  | 1  | 1  | 3   |
| 9  | Portugal       | 1  | 1  | 0  | 2   |
| 10 | França         | 1  | 0  | 1  | 2   |
| 10 | Cazaquistão    | 1  | 0  | 1  | 2   |
| 12 | Suíça          | 0  | 2  | 2  | 4   |
| 13 | Bélgica        | 0  | 1  | 0  | 1   |
| 13 | Dinamarca      | 0  | 1  | 0  | 1   |
| 15 | Brasil         | 0  | 0  | 1  | 1   |
| 15 | Países Baixos  | 0  | 0  | 1  | 1   |
| 15 | Rússia         | 0  | 0  | 1  | 1   |
|    | Total          | 52 | 52 | 52 | 156 |

## Ligações Externas
- Sitio Oficial da ITU